# Мадонна в беседке из роз
Мадонна в беседке из роз — картина Мартина Шонгаэура, созданная в 1473 году для церкви Святого Мартина в Кольмаре, но затем перемещённая в Доминиканскую церковь. В некоторых источниках картину называют «Мадонна в розовой беседке».

## История
Немецкий живописец и гравёр Мартин Шонгаэур создал «Мадонну в беседке из роз» в 1473 году специально для церкви Святого Мартина в городе Кольмаре (ныне на территории Франции). На ней изображена Дева Мария, одетая в красное, вместе с младенцем Христом, которого Она держит на своих руках. Мать и дитя находятся в беседке, и их окружают розы. Ангелы, одетые в голубое, держат над головой Мадонны корону. Её голова немного наклонена в сторону. У картины есть золотистый фон. В произведении безусловно присутствуют аллюзии на библейский «запертый сад», а вся композиция относятся к христианской теме Розария. Беседка из роз на картине Шонгаэура символизирует рай.
В конце XVIII века картина хранилась в иезуитском монастыре вместе с Изенгеймским алтарем среди амуниции и различных запасов продовольствия.
«Мадонна в беседке из роз» считается единственной датированной работой Мартина Шонгауэра, которая сохранилась и дошла до нашего времени.
В настоящее время картина находится в Доминиканском соборе XIII века на площади Доминиканцев в Кольмаре.